# Stanisław Korczmiński
Stanisław Korczmiński herbu Korczak (zm. przed 21 czerwca 1658 roku) – sędzia włodzimierski w latach 1637-1657, podstoli włodzimierski w latach 1635-1637, sekretarz królewski, rotmistrz, wójt dziedziczny włodzimierski w 1644 roku.
Poseł na sejm 1639 roku. Poseł na sejm zwyczajny 1654 roku z nieznanego sejmiku.